# Claude Barthélemy
Claude Barthélemy (1945. május 9. – New Jersey, USA, 2020, április 6.) haiti válogatott labdarúgó.

## Pályafutása

### Klubcsapatban
1968-ban az Észak-amerikai labdarúgó-bajnokságban (NASL) szereplő Detroit Cougars játékosa volt, ahol három mérkőzésen lépett pályára. 1974-ben pedig az RC Haïtien csapatában játszott. 

### A válogatottban
A haiti válogatott tagjaként részt vett az 1974-es világbajnokságon, ahol pályára lépett a Lengyelország és az Olaszország elleni csoportmérkőzésen.
Tagja volt az 1973-as CONCACAF-bajnokságon győztes csapat keretének is, ahol Trinidad és Tobago ellen kezdőként kapott szerepet.

## Sikerei, díjai
Haiti
- CONCACAF-bajnokság győztes (1): 1973